# Juliette Lamboley
Juliette Lamboley, (París, 21 de abril de 1990) es una actriz francesa. 

## Infancia y formación
Desde los 6 años, quiso hacer cine. Sus padres, ambos médicos, esperaron a que cumpliera 8 años antes de inscribirla en una agencia artística.
Estudió humanidades en la universidad.

## Carrera
Obtuvo su primer papel en el tele film en dos partes L'Enfant de la honte en 1998, donde interpretó a una joven huérfana maltratada por su familia adoptiva. En el cine, actuó en un pequeño papel en El pacto de los lobos.
En la serie televisiva  Le Proc, interpretó a la hija del protagonista interpretado por François-Eric Gendron. En otra serie, Inséparables, interpretó la hija de Michel Boujenah.
Después encadenó varios tele films como Une vie en retour donde interpretó a una joven judía adoptada en 1960 después de la muerte de sus padres, Le Procès de Bobigny,  también interpretó a una joven violada y que luego aborta  (Sandrine Bonnaire actúa como su madre), o Mademoiselle Gigi basado en Gigi de Colette, por la que recibió el premio a la mejor interpretación femenina, en el festival de Monte-Carlo.
En la serie televisiva Le Proc, interpretó a la hija del protagonista interpretado por François-Eric Gendron. En otra serie, Inséparables, interpretó a la hija de Michel Boujenah. 
Luego se pasó al cine interpretando a la hija de Christian Clavier y Josiane Balasko en la comedia negra El Albergue Rojo.
En el teatro, interpretó el papel de Cecily, en la obra La importancia de ser constante de Oscar Wilde en gira de enero a mayo de 2008.

## Filmografía

### En Televisión
- 1998: P.J. (Serie TV) de G. Vergez, episodio Vol à l'arraché
- 1999: L'Instit (Serie TV), episodio Ting-Ting, de P. Dallet: Hermine
- 2001: La Crim' (TV), de L. Vivier: Juliette Bouchard
- 2003: Le Proc (TV): Charlotte Brenner
- 2004: Mademoiselle Gigi (TV) (premio a la mejor interpretación femenina, mejor tele film, mejor dirección, mejor adaptación literaria - Mónaco) de Caroline Huppert.
- 2005: Le Procès de Bobigny (TV) ( premio especial - St Tropez), de François Luciani: Léa
- 2006: Agathe contre Agathe (TV), de Thierry Binisti.
- 2006: Mademoiselle Gigi (TV), de Caroline Huppert: Gigi
- 2007: Le Lien de Denis Malleval.
- 2009: Cartouche, le brigand magnifique (TV) de Henri Helman: Juliette

### En el Cine
- 1998: L'Enfant de la honte de C. Tonetti
- 2000: El pacto de los lobos de Christophe Gans: Cécile
- 2002: Martin de Raphaël de Vellis
- 2005: Une Vie en retour de Daniel Janneau
- 2006: Je hais les parents de Didier Bivel
- 2006: Inséparables de E. Rappeneau: Justine
- 2007: El Albergue Rojo de Gérard Krawczyk: Mathilde
- 2008: 15 ans et demi de François Desagnat y Thomas Sorriaux: Églantine
- 2008: Mes stars et moi de Laetitia Colombani
- 2009: Nos résistances (2009) (post-producción): Véronique
- 2009: Cartouche, le brigand magnifique (2009) (TV): Juliette

## En el Teatro
- 2008 : La importancia de ser constante de Oscar Wilde, en el Teatro Antoine  después hicieron una gira; puesta en escena de Pierre Laville, con Macha Méril, Frédéric Diefenthal y Lorànt Deutsch.[2]